# Moura (Australie)
Pour les articles homonymes, voir Moura.
Moura est une localité australienne située dans la zone d'administration locale de Banana au Queensland.

## Géographie
Moura est située dans le Queensland central, sur la Dawson Highway, à 65 km à l'ouest de Biloela et à 180 km de Gladstone.
La localité abrite des mines de charbon.

## Histoire
Il s'est produit trois catastrophes minières à Moura. La première le 20 septembre 1975, avec 13 morts, la deuxième le 16 juillet 1986, avec 12 morts, et la troisième le 7 août 1994, avec 11 morts.

## Démographie
| 2001  | 2006  | 2011  | 2016  | 2021  |
| ----- | ----- | ----- | ----- | ----- |
| 1 787 | 1 774 | 1 899 | 1 786 | 1 993 |